# (548504) 2010 NF146
(548504) 2010 NF146 est un cubewano découvert le 13 mai 2010 par Pan-STARRS, il fait environ 160 km de diamètre.